# فلزیاب حرارت‌یاب
فلزیاب حرارت یاب باید از دسته فلزیاب فرکانس القایی یا فلزیاب جذبی با قدرت تفکیک طبق جدول تفکیک و تشخیص (VDI SCALE) با عدد (VDI) برای طلا یا انواع فلزات می‌باشد و نحوه کار فلزیاب حرارتی یا فلزیاب حرارت یاب دراصل از اصول رادار حرارتی برای تشخیص تشعشعات الکترومغناطیس و فرکانس بهره می‌برد.
در فلزیاب حرارتی که از سیستم حرارت یاب با عدد دیجیتال بر روی صفحه نمایش‌گر بهره برده می‌شود بر روی فلزات قدیمی یا طلای قدیمی که در عمق زمین قرار گرفته و مدت زیادی از عمر آن گذشته باشد می‌تواند تغییر عدد دهد ولی برای فلز جدید یا طلای جدید که در زیر زمین قرار بگیرد نمی‌تواند عدد دیجیتال حرارت تغییر نماید؛ زیرا فلزات قدیمی یا طلای قدیمی با گذشت زمان در یک مکان موقعیت جریان حرارت به همراه انرژی و امواج الکترومغناطیس را به‌همراه داشته که می‌تواند در سطح محدوده صحنه کار تغییرات دما را ایجاد نماید که فلزیاب حرارتی یا فلزیاب حرارت‌یاب از نوع فلزیاب فرکانس القایی یا فلزیاب جذبی می‌تواند این تغییر را ثبت نماید؛
این منابع با دارا بودن دما دارای مادون قرمز نیز می‌گردد و سیستم‌های دارای مادون قرمز یا لیزر توان سیستم را افزایش می‌دهد تا با این منابع دارای مادون قرمز همسو گردد.